# Adrian Lam

a Compétitions nationales et continentales officielles uniquement.

b Matchs officiels uniquement.
Adrian Lam (né le 25 août 1970 à Rabaul, Papouasie-Nouvelle-Guinée) est un entraineur et un ancien joueur papou de rugby à XIII.
Né en Papouasie-Nouvelle-Guinée, Lam s'installe à Brisbane à l'âge de 7 ans où il grandit.
Il est l'assistant de l'entraineur des Sydney Roosters, Brad Fittler et l'actuel entraineur de l'équipe national de Papouasie-Nouvelle-Guinée.
Lam a été international papou à 12 reprises et fut capitaine des Kumuls lors de la coupe du monde 2000. Bien qu'international papou, il joua pour les Queensland Maroons. Cela s'explique par le fait que l'équipe du Queensland avait besoin d'un demi de mêlée à cause de la signature d'Allan Langer pour la fédération rivale de la Super League (Australie). Lam est un des rares joueurs à avoir joué pour le Queensland et à jouer pour un autre pays que l'Australie. Il est aussi le seul joueur à avoir été capitaine du Queensland et capitaine d'une équipe nationale autre que l'Australie.
En club, il joua 146 matchs pour les Sydney Roosters. Ensuite, il alla jouer en Angleterre pour les Wigan Warriors où il finit sa carrière de joueur en 2004.

## Palmarès
- Collectif : 
  - Finaliste de la Super League : 2020 (Wigan).